# Biến tần

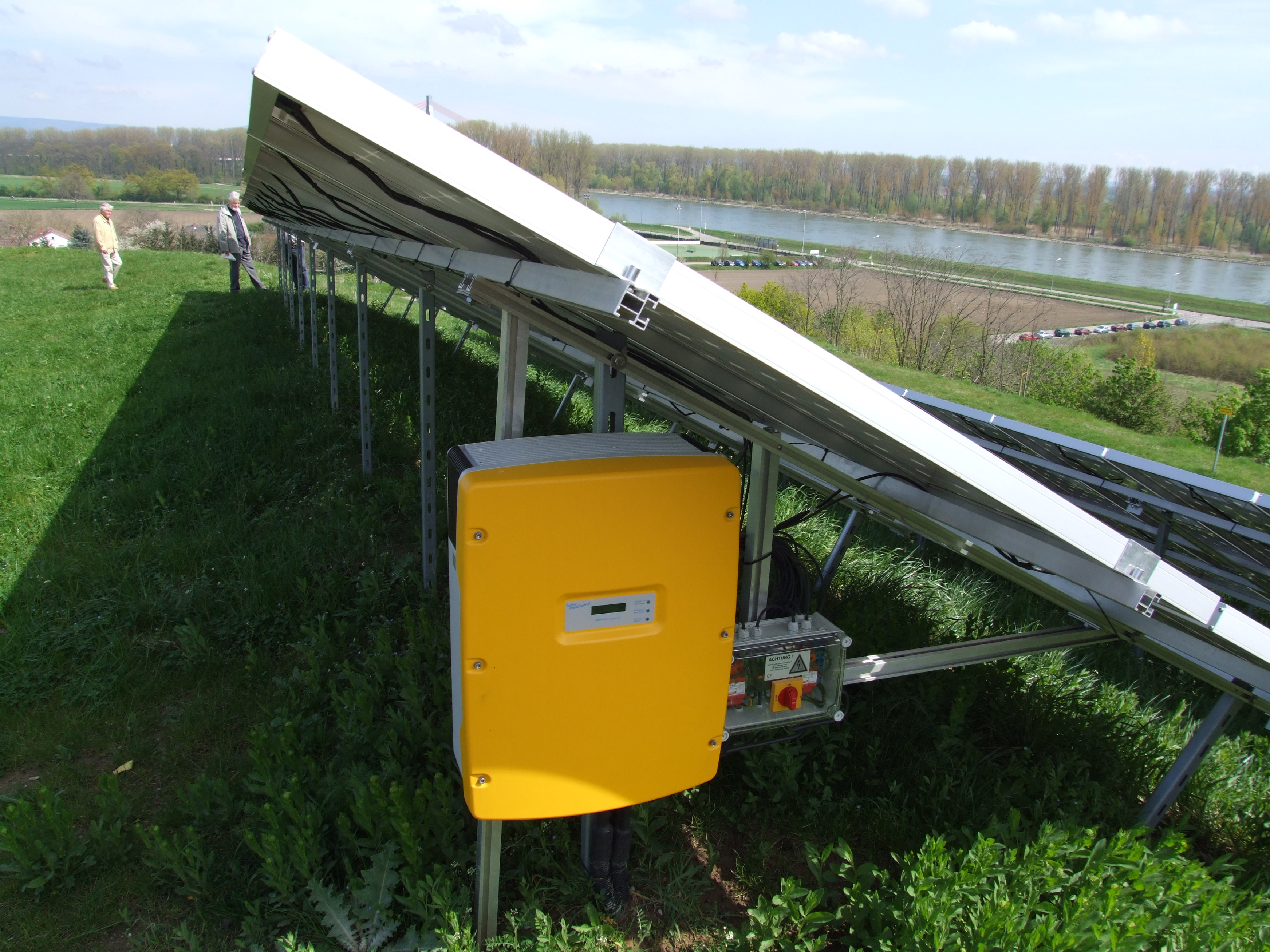
Một bộ biến tần từ tấm năng lượng mặt trời không giá đỡ

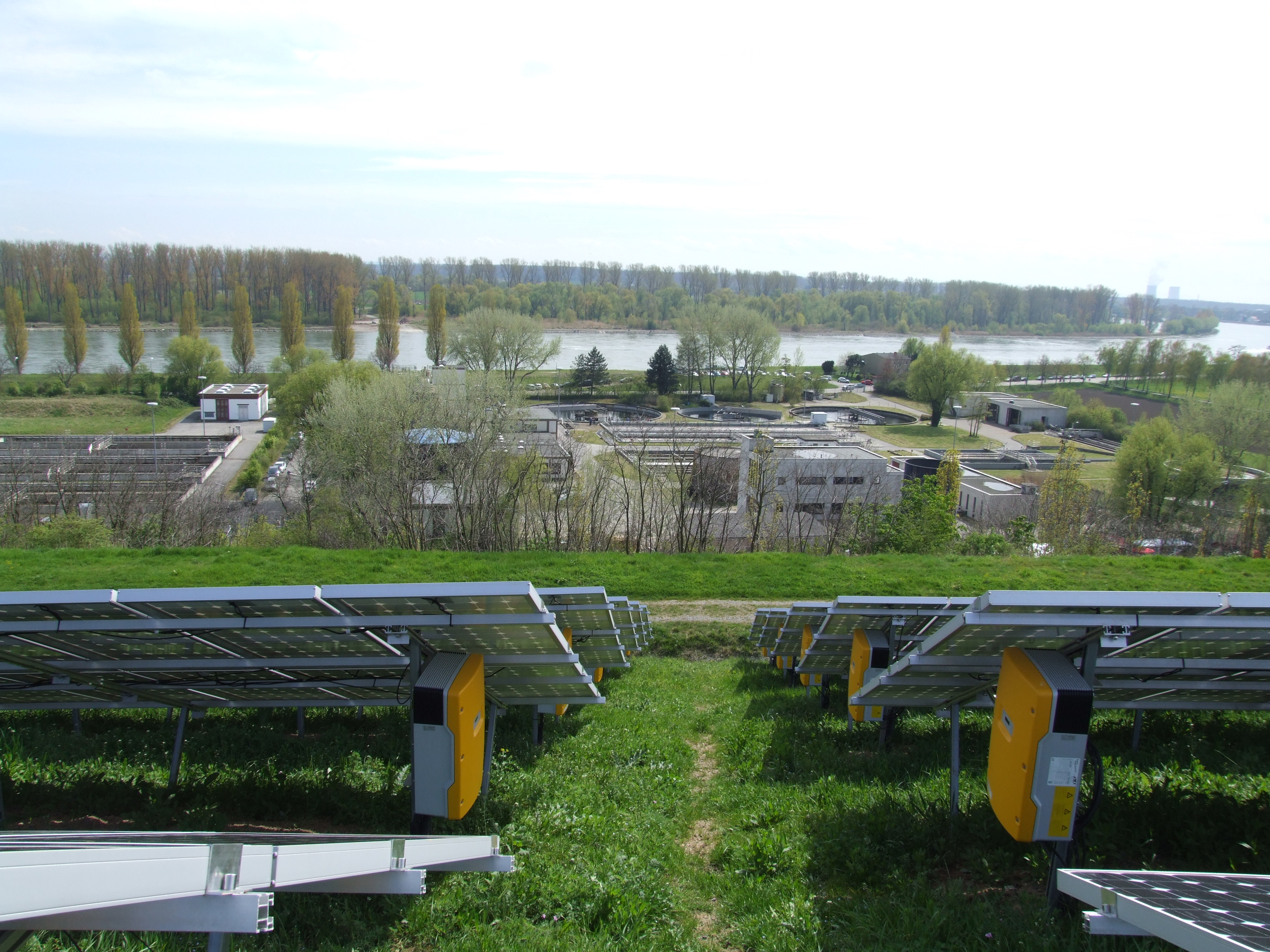
Tổng quan các bộ biến tần năng lượng mặt trời

Bộ biến tần, đôi khi gọi là inverter, là thiết bị điện tử hoặc mạch điện thực hiện biến đổi năng lượng điện từ dòng điện một chiều (DC) hoặc dòng điện xoay chiều (AC) ở cấu hình tần số và pha này thành dòng điện xoay chiều có cấu hình tần số và pha khác.
Điện áp đầu vào, điện áp đầu ra, tần số, và điều chỉnh công suất toàn phần phụ thuộc vào từng thiết bị hoặc mạch điện cụ thể. Bộ biến tần không sinh ra công suất, công suất được cấp từ nguồn điện 1 pha hoặc 3 pha.
Một bộ biến tần có thể là một thiết bị hoàn toàn điện tử hoặc là một phương thức kết hợp các hiệu ứng cơ khí (như các máy điện quay) và mạch điện tử.
Các bộ biến tần tĩnh không sử dụng các thành phần chuyển động trong quá trình chuyển đổi.

## Ngõ vào
Trong phần lớn các trường hợp biến tần, điện áp ngõ vào là dòng không đổi DC. Các nguồn phổ biến có:
- Nguồn chỉnh lưu từ điện lưới, để biến sang tần khác, dùng trong các thiết bị điện;
- Nguồn năng lượng công suất không lớn, cấp từ ăc quy có điện áp 12, 24, 36 hay 48 V DC, hoặc năng lượng tái tạo.[2]
- Nguồn năng lượng, 200 đến 400 V DC, công suất từ vài KW đến vài trăm MW, từ các trang trại năng lượng tái tạo.
- Nguồn năng lượng, 200 đến 400 V DC, từ trao đổi với bộ ắc quy của hệ thống tàu ray chạy điện.
- Hàng trăm ngàn volt, trong đó biến tần là một phần của hệ thống truyền tải điện trực tiếp ở điện áp cao.

Các biến đổi trực tiếp AC sang AC ít có trong thực tế.

## Ngõ ra
Ngõ ra đặc trung bởi dạng sóng. Trường hợp dạng sóng ra lý tưởng nhất là dạng sin, tuy nhiên vì lý do hiệu suất biến đổi mà thực tế không đạt được dạng sóng này. Những dạng phổ biến hiện có:
- Xung vuông đảo chiều;
- Xung vuông đảo chiều có quãng nghỉ;
- Xung vuông điều biến độ rộng gần sin.

Sóng sin
Sóng vuông đảo chiều
Sóng vuông đảo chiều có quãng nghỉ
Sóng vuông điều biến độ rộng gần sin

Các ngõ ra thường bố trí tụ lọc thích hợp để làm trơn các gẫy khúc trong dạng sóng.

## Các ứng dụng

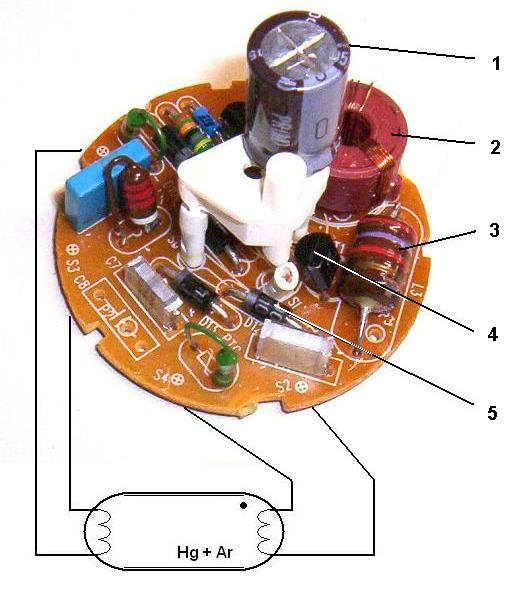
Biến tần trong đui đèn compact

### Thiết bị điện tử
Trong các thiết bị điện tử dùng trong gia đình hiện nay như tủ lạnh, điều hòa nhiệt độ, máy giặt,... hiện có sử dụng "inverter", và các nhà sản xuất thường quảng bá nó giúp cải thiện hiệu suất năng lượng.
Các thiết bị này hoạt động dựa trên việc chỉnh lưu điện lưới, và biến tần thực hiện tạo dòng điện có tần số cao hơn 50 Hz, làm nâng cao khả năng điều khiển và hiệu suất mô tơ điện.
Biến tần cũng được sử dụng với công suất nhỏ, cỡ vài đến vài chục watt như chấn lưu điện tử cho đèn huỳnh quang, đèn compact, hay làm nguồn cung cấp năng lượng cho các ống huỳnh quang (CCFL), thường được sử dụng làm đèn nền cho màn hình phẳng TFT.

### Các UPS
Các UPS là một nhóm đặc biệt các biến tần, được hiểu là hệ thống nguồn cung cấp liên tục (Uninterruptible Power Supply) hay đơn giản hơn là bộ lưu trữ điện dự phòng cho các hệ thống điện toán. Các UPS biến đổi điện của các pin sạc lên điện xoay chiều AC cho các hệ thống này, và được kích hoạt khi mất điện lưới.
Dòng điện AC từ UPS có thể không có dạng sin, không ổn áp và có thời gian cấp điện hạn chế, tùy thuộc loại ắc quy sử dụng. Lựa chọn UPS dựa trên các yếu tố:
1. Thời gian kích hoạt biến điện đủ ngắn để điện nguồn trữ trong các tụ điện của các thiết bị chưa suy giảm đến mức kiệt.
2. Điện năng của pin sạc cấp đủ cho hệ thống thực hiện các tác vụ cần thiết, ví dụ hệ máy tính gia đình thì save dữ liệu và shut down, còn hệ tiêu thụ điện lớn thì kích hoạt các máy phát điện dự phòng.

### Thiết bị điện năng
Inverter đang là thành phần không thể thiếu của các nhà máy điện năng lượng tái tạo, như điện mặt trời, điện gió, điện sóng, điện thủy triều,... Nó là phương tiện chuyển đổi các nguồn điện năng nói trên sang điện xoay chiều công nghiệp và hòa lên lưới điện.
Dòng điện nguyên khai từ các nguồn năng lượng nói trên có đặc điểm là công suất và điện áp không ổn định. Vì thế để hòa lên lưới điện công nghiệp đã sử dụng các biến tần có hệ thống pin sạc làm đệm, thực hiện chuyển đổi lên điện 3 pha tiêu chuẩn của lưới điện. Các Inverter có nhiều loại, khác nhau về công suất, điện áp vào, điện áp ra và số pha. Inverter hòa lưới thì bắt buộc phải có hệ thống kiểm soát dạng xung, pha và điện áp để đạt được việc chuyển năng lượng lên lưới.
Các Inverter cho hệ thống điện mặt trời áp mái thường có công suất một vài kW, biến đổi lên AC 220 V hoặc 110 V, 1 pha hoặc 3 pha.
Các Inverter cho các trang trại điện mặt trời, điện gió,... thực hiện biến đổi nguồn nguyên khai ra điện 3 pha đồng bộ với lưới, công suất đến cỡ một vài MW, sau đó được các biến áp thu gom và nâng lên điện áp cao phù hợp với lưới truyền tải điện ở địa phương.

### Ứng dụng trong công nghiệp

#### Hệ thống cấp nước nhà cao tầng
- Trước đây việc cấp nước cho các tòa nhà cao tầng thường dùng là bơm nước lên mái và đẩy xuống từng tầng và được điều áp cho các tầng bằng các thiết bị điều hòa – giảm áp. Cách cấp nước này quá tốn kém chi phí và hiệu quả không cao.
- Bộ biến tần khi lắp đặt sẽ không còn phải tốn chi phí để lắp đặt tháp mái.

#### Quạt hút hoặc đẩy
- Nói đến quạt hút – đẩy thường được áp dụng cho các thiết bị công nghiệp như: Hút bụi – Thổi lò – Thông gió,…
- Ở đây biến tần phát huy công dụng cực kỳ hiệu quả khi cho phép động cơ điều khiển áp lực, khởi động mềm, lưu lượng theo yêu cầu cần thiết,  tối ưu hóa hoạt động của động cơ, tiết kiệm điện năng lượng.

#### Hệ thống nén khí
- Chế độ điều khiển cung cấp khí thông thường theo phương thức đóng và cắt. Chế độ này kiểm soát không khí đầu vào qua van cửa vào. Khi áp suất đạt đến giới hạn trên, van cửa vào đóng và máy nén sẽ đi vào trạng thái hoạt động không tải, khi áp suất đạt dưới hạn dưới, van cửa vào mở và máy nén sẽ đi vào trạng thái hoạt động có tải.
- Công suất định mức của motor được chọn theo nhu cầu tối đa và thông thường được thiết kế dư tải, dòng khởi động lớn, motor hoạt động là liên tục khi không tải làm tiêu tốn một lượng lớn điện năng.

#### Hệ thống nâng – hạ
- Biến tần có thể điều khiển định vị, mô-men xoắn và hãm giúp các ứng dụng như cần trục và palăng bằng cách sử dụng động cơ xoay chiều. Bộ biến tần dành cho thiết bị nâng hạ có hệ thống hãm tái sinh, tra năng lượng về lưới, an toàn và tiết kiệm.